# Брикса, Герхард
Герхард Брикса (нем. Gerhard Briksa; род. 18 ноября 1924, Берлин) — немецкий политик, член СЕПГ. Министр торговли и снабжения ГДР в 1972—1989 годах.

## Биография
Герхард Брикса, сын коммерсанта, окончив народную школу, прошёл подготовку на унтер-офицера и в 1942—1944 годах отправился служить добровольцем в вермахте. В 1944—1948 годах находился в плену в СССР и учился в антифашистской школе в Минске.
По возвращении в Германию вступил в СЕПГ. В 1948—1950 годах работал на народном предприятии в Доммиче рабочим, затем закупщиком и ассистентом производства. По окончании экономического училища в Готе в 1950 году обучался до 1952 года в Германской академии государственных и правовых наук. Работал ассистентом, руководителем предприятия в Ричене.
В 1953 году Брикса перешёл на партийную работу. До 1955 года занимал должность секретаря по экономике, а до 1956 года — первого секретаря райкома СЕПГ в Вайсвассере. В 1956—1960 годах Брикса обучался в Академии общественных наук при ЦК КПСС в Москве. С 1960 года работа в ЦК СЕПГ, в 1962—1972 годах руководил отделом лёгкой и пищевой промышленности. Входил в бюро по промышленности и строительству при Политбюро ЦК СЕПГ. С 22 ноября 1972 по 18 ноября 1989 года Герхард Брикса занимал должность министра торговли и снабжения ГДР.

## Публикации
- Die Aufgaben des Handels bei der besseren Versorgung der Bevölkerung mit Konsumgütern, Berlin 1977
- Zu einigen Aufgaben des Handels bei der Sicherung einer planmässigen Versorgung der Bevölkerung, Berlin 1977
- Zu einigen Aufgaben des Handels bei der weiteren Verbesserung der Versorgung der Bevölkerung mit Konsumgütern, Berlin 1978